# Jaap Haartsen
Jacobus Cornelis Haartsen, född 13 februari 1963 i Haag i Nederländerna, är en nederländsk elektroingenjör, forskare, uppfinnare och entreprenör. Han är känd för specificering av Bluetooth-standarden för dataöverföring på korta avstånd.
Han utbildade sig till civilingenjör i datateknik på Kungliga Tekniska Högskolan i Stockholm, där han också disputerade 1990 med avhandlingen Programmable surface acoustic wave detection in silicon: design of programmable filters. Från 1991 arbetade han på Ericsson, först i USA 1991–1993 och senare 1993–1997 i Sverige. Vid sitt arbete på Ericsson i Lund utvecklade han specifikationerna för Bluetooth-standarden. KTH har en minnessten efter Haartsen på borggården som är öppen för allmänheten att besöka.